# Hans-Jürgen Salewski
Hans-Jürgen Salewski (* 23. August 1956) ist ein ehemaliger deutscher Fußballspieler.

## Karriere
Salewski spielte in der Jugend des FC Schalke 04. Mit der A-Jugend der Knappen erreichte er das Endspiel um die deutsche Fußballmeisterschaft 1974/75. Im Endspiel führte Salewski das Team, das von Trainer Uli Maslo betreut wurde, als Mannschaftskapitän in das Georg-Gaßmann-Stadion. Finalgegner war der VfB Stuttgart, der das Spiel mit 4:0 für sich entscheiden konnte.
Aus der Jugend wechselte Salewski zu Westfalia Herne und spielte ein Jahr in der 2. Bundesliga. Nach 24 Spielen kehrte er zum S04 zurück. In dieser Zeit absolvierte er kein Spiel für den Bundesligisten. Anschließend spielte er wieder in der 2. Bundesliga für Westfalia Herne und Preußen Münster. 1979 versuchte er erneut in der Bundesliga Fuß zu fassen. Er ging zu Eintracht Braunschweig, sein Debüt gab er am 6. Spieltag bei der 1:2-Niederlage beim SV Werder Bremen. Das Spiel blieb sein einziges Bundesligaspiel. Er wechselte zu Tennis Borussia Berlin und spielte bis 1981 in der 2. Bundesliga.